# Блацко
Блацко је насељено место у саставу града Плетернице, у западној Славонији, Република Хрватска.

## Историја
До нове територијалне организације налазило се у саставу бивше велике општине Славонска Пожега.

## Становништво
Насеље је према попису становништва из 2011. године имало 226 становника.
| Националност       | 1991.        |
| Хрвати             | 220 (94,82%) |
| Срби               | 1 (0,43%)    |
| Југословени        | 2 (0,86%)    |
| остали и непознато | 9 (3,87%)    |
| Укупно             | 232          |